# Cantón de L'Aigle-Este
El cantón de L'Aigle-Este era una división administrativa francesa, que estaba situada en el departamento de Orne y la región de Baja Normandía.

## Composición
El cantón estaba formado por ocho comunas, más una fracción de la comuna que le daba su nombre:
- L'Aigle (fracción)
- Chandai
- Crulai
- Irai
- Saint-Martin-d'Écublei
- Saint-Michel-Tubœuf
- Saint-Ouen-sur-Iton
- Saint-Sulpice-sur-Risle
- Vitrai-sous-Laigle

## Supresión del cantón de L'Aigle-Este
En aplicación del Decreto nº 2014-247 de 25 de febrero de 2014, el cantón de L'Aigle-Este fue suprimido el 22 de marzo de 2015 y sus 9 comunas pasaron a formar parte siete del nuevo cantón de L'Aigle y dos del nuevo cantón de Tourouvre.